# 다무라 무라아키
다무라 무라아키(일본어: 田村村顕, 1707년 6월 23일 ~ 1755년 9월 8일)는 이치노세키번의 3대 번주이다. 어릴적 이름은 기시치로(일본어: 喜七郎), 벤노스케(弁之助)이며, 초명은 노리아키(典顕)이다. 관위는 종5위하, 오키노카미(일본어: 隠岐守), 사쿄노다이부(左京大夫)이다.
우와지마번 3대 번주 다테 무네요시의 차남으로 우와지마성에서 태어났다. 이치노세키 제2대 번주 다무라 노부아키의 셋째 딸 모모(일본어: 百)와 결혼하여 1726년 음력 10월에 노부아키의 양자가 되었다. 이듬해 노부아키가 죽자 그 뒤를 이어 번주가 되었다. 특별한 치적은 보이지 않으며, 매 사냥과 수렵을 좋아했다고 한다. 1755년, 49세의 나이로 사망하였는데, 후사가 딸뿐이어서 양자인 다무라 무라타카가 그 뒤를 이었다.
| 전임 다무라 노부아키 | 제3대 이치노세키번 번주 1727년 ~ 1755년 | 후임 다무라 무라타카 |